# ディエゴ・コレット
ディエゴ・ダニエル・コロット（Diego Daniel Colotto, 1981年3月10日 - ）は、アルゼンチン・リオ・クアルト出身の元サッカー選手。現役時代のポジションはディフェンダー（センターバック）。

## 経歴
2001 FIFAワールドユース選手権優勝メンバーの一人。2008年からプレーしたデポルティーボ・ラ・コルーニャでは、当初アルベルト・ロポやゼ・カストロの控えだったものの、次第に欠かせないメンバーとして定着していった。

## 所属クラブ
- エストゥディアンテス・デ・ラ・プラタ 2001-2004
- テコス・デ・ラUAG 2005-2007
- CFアトラス 2007-2008
- デポルティーボ・ラ・コルーニャ 2008-2012
- RCDエスパニョール 2012-2015
- FCプネー・シティ 2015
- CAラヌース 2016
- キルメスAC 2016-2018